# Квінт Аппулей Панса
Квінт Аппу́лей Па́нса (лат. Quintus Appuleius Pansa; IV століття до н. е.) — політичний, державний та військовий діяч Римської республіки, консул 300 року до н. е.

## Біографія
Походив з плебейського роду Аппуліїв. Про батьків, дитячі роки відомостей не збереглося. Був першим представником свого роду, що обійняв консульську посаду. 
300 року до н. е. його було обрано консулом разом з Марком Валерієм Максимом Корвом. Вів бойові дії в Умбрії, де взяв в облогу місто Неквін, але взяти його не зміг.
З того часу про подальшу долю Квінта Аппулея Панси згадок немає.  